# Edmond Willem van Dam van Isselt
Edmond Willem van Dam van Isselt (Breda, 20 februari 1796 - Geldermalsen, 9 februari 1860) was een Nederlands militair, politicus en dichter, ridder in de Militaire Willems-Orde.

## Loopbaan militair
Van Dam van Isselt was een markant en actief Gelders Tweede en Eerste Kamerlid. Hij was een landjonker, militair en lokale bestuurder in de West-Betuwe, en hij bewoonde het kasteel Ravesteyn in Geldermalsen. Hij was de zoon van Willem van Dam van Isselt, een Utrechtse patriot, lid van de vroedschap van Utrecht, die om politieke redenen tijdens de politieke moeilijkheden van de late jaren 1780 naar Breda uitweek. Edmond van Dam van Isselt, kleinzoon van een generaal-majoor, ging al heel jong in militaire dienst. Als officier maakte hij zowel de Slag bij Waterloo als de Tiendaagse Veldtocht mee. Tijdens deze laatste veldtocht was hij commandant van het Korps vrijwillige jagers van van Dam en verwierf hij de Militaire Willems-Orde; een van de leden van zijn vrijwilligerscorps was Daniël de Vos Brouwer.

## Loopbaan politiek
In 1812 ging hij te Utrecht studeren, en in diezelfde tijd ging hij zich met de literatuur bezighouden. Vanaf de in 1816 gepubliceerde dichtbundel Eerstelingen zou hij een twintigtal dichtbundels en lange gedichten doen uitgeven. In de jaren twintig vestigde hij zich op het landgoed Ravestein bij Geldermalsen. Politiek actief werd hij ook in diezelfde jaren. Aanvankelijk lid van Provinciale Staten van Gelderland werd hij in 1829 lid van de Tweede Kamer. Van Dam van Isselt was zelfstandig, onconventioneel en anti-papist. Hij was een van de voornaamste opposanten van de politiek van Willem II. In 1840 koos hij de zijde van Thorbecke tegen de door de koning voorgestelde beperkte Grondwetsherziening, en hij was een van de 'Negenmannen' die in 1844 een voorstel tot Grondwetsherziening indienden. Daarnaast publiceerde hij ook de nodige politieke brochures, en in 1846 begon hij anoniem met de uitgave van een politiek eenmansblad, zoals er in het midden van de jaren 1840 vele waren: Wespen (1846-1849), waarin hij fel van leer trok tegen de katholieken en andere politieke tegenstanders. Nadat (met zijn vóórstem) de Grondwet van 1848 was aangenomen, verliet hij in 1849 tijdelijk de Tweede Kamer. In 1852 werd hij ten slotte lid van de Eerste Kamer, die hij nog maar enkele jaren eerder als een nutteloze complicatie had bestempeld.
Het was aan de felle interventie van Van Dam van Isselt te danken dat de soldij van de ridders van de Militaire Willems-Orde niet in 1845 werd wegbezuinigd. Mr. L.C. Luzac had de kamer voorgesteld om de soldij, in dat jaar iets meer dan tachtigduizend gulden, te schrappen. Van Dam wees Luzac en de Tweede Kamer erop dat juist de voor dapperheid onderscheiden soldaten en onderofficieren dat kruis niet als gunst maar als beloning voor daden, die hen in levensgevaar hadden gebracht, droegen. Zou de kamer, zo vroeg Van Dam, de dappere het vooruitzicht op enig loon waardoor hij verkwikt zal worden in de dagen van zijn grijsheid afnemen? De felle verdediging van Van Dam redde de soldij van de ridders dat tot op de dag van vandaag wordt uitbetaald. Zijn neef was generaal Van Dam van Isselt.
Sebastiaan Hendrik Anemaet ·
Edmond Willem van Dam van Isselt ·
Schelto van Heemstra ·
Jacobus Mattheüs de Kempenaer ·
Lodewijk Caspar Luzac ·
Jacob Hendrik van Rechteren van Appeltern ·
Lambertus Dominicus Storm ·
Johan Rudolph Thorbecke ·
Berend Wichers
- Biografisch Portaal: 02030190
- Digitale Bibliotheek voor de Nederlandse Letteren: dam_015
- Gemeinsame Normdatei: 100453821
- International Standard Name Identifier: 0000 0000 1119 8818
- Nederlandse Thesaurus van Auteursnamen: 069870047
- Parlement.com: vg09lkzlm4zs
- Virtual International Authority File: 17569464
- WorldCat: E39PBJxxdBVGQCyFRV9FcbMByd